# Стрёммен (футбольный клуб)
«Стрёммен» — норвежский футбольный клуб из Стрёммена, расположенного в коммуне Шедсму, выступающий в Втором дивизионе. Клуб был основан в 1911 году. Клуб не раз принимал участие в главной лиге Норвегии, с 1949 по 1955 год, с 1956 по 1961 год и с 1986 по 1988 год. 
С 2010 по 2021 год клуб выступал в ОБОС-лиге, из которой вылетел в 2021 году, заняв 16 место. По состоянию на 2025 год выступает во Втором дивизионе Норвегии.

## Известные игроки
- Ариль Эстбё
- Стиг Инге Бьёрнебю

## Известные тренеры
- Эрланд Йонсен